# A estiba
A estiba és una sèrie de televisió de thriller policial produïda per Voz Audiovisual i emesa per la Televisió de Galícia des del 22 de setembre de 2019 en prime time. La primera temporada va constar de 17 episodis.

## Sinopsi
El mateix dia en què Manuela Fortes (Melania Cruz) torna a la ciutat fictícia d'Ardora per a substituir al seu pare Emilio (Luís Iglesia) al capdavant de la comissaria, un vaixell atraca en el port amb tota la seva tripulació massacrada. Quan els agents de policia intenten investigar el succeït, es troben que en el port, controlat pel vell conegut de la policia César Longueira (Adrián Castiñeiras) regeix una sola llei, la del silenci.

## Personatges
- Melania Cruz com la comissària Manuela Fortes.
- Adrián Castiñeiras com César Longueira.
- Luís Iglesia com l'ex comissari Emilio Fortes.
- Antea Rodríguez com Cruz Fortes.
- Desiré Pillado com Rosalía Fortes.
- Fran Lareu com Ramiro.
- Ana Santos com Josefa.
- Machi Salgado com Salvador Longueira.
- Nacho Nugo com Antón Longueira.
- David Novas com Marcos.
- Humy Donado com Mercedes.
- Héctor Carballo com Kubala.
- Paula Cereixo com Estela.
- Lois Soaxe com Castor.
- Fernando Dacosta com Miguel.
- Will Shephard com Lucas.
- Abigail Montiel com Eva.
- Nuncy Valcárcel com Sofía.
- Marcos Orsi com Lionel Barbosa.

## Episodis i audiències
| Temporada | Temporada | Núm. Episodis | Estrena                | Final               | Audiència mitjana | Audiència mitjana |
| Temporada | Temporada | Núm. Episodis | Estrena                | Final               | Espectadors       | Quota             |
| --------- | --------- | ------------- | ---------------------- | ------------------- | ----------------- | ----------------- |
|           | 1         | 17            | 22 de setembre de 2019 | 26 de gener de 2020 | 77 000            | 9,0%              |
| Total     | Total     |               | 2020                   |                     |                   |                   |

### Primera temporada: 2019-2020
| N. (serie) | Títol                          | Director     | Guionista(s)                                            | Data d'emissió         | Espectadors | Quota de pantalla |
| ---------- | ------------------------------ | ------------ | ------------------------------------------------------- | ---------------------- | ----------- | ----------------- |
| 1          | «Un reino de 20 metros»        | Miguel Conde | Lidia Fraga, Jacobo Díaz, Enrique Lojo e Alberto Guntín | 22 de setembre de 2019 | 104.000     | 11,6%             |
| 2          | «Cabalo de Troia»              | Miguel Conde | Lidia Fraga, Jacobo Díaz, Enrique Lojo e Alberto Guntín | 29 de setembre de 2019 | 122.000     | 13,5%             |
| 3          | «Débeda de sangue»             | Miguel Conde | Lidia Fraga, Jacobo Díaz, Enrique Lojo e Alberto Guntín | 6 d'octubre de 2019    | 77.000      | 8,5%              |
| 4          | «Retornos»                     | Miguel Conde | Lidia Fraga, Jacobo Díaz, Enrique Lojo e Alberto Guntín | 13 d'octubre de 2019   | -           | -                 |
| 5          | «Unha parte escura»            | Miguel Conde | Lidia Fraga, Jacobo Díaz, Enrique Lojo e Alberto Guntín | 20 d'octubre de 2019   | 91.000      | 10,1%             |
| 6          | «Caza de bruxas»               | Miguel Conde | Lidia Fraga, Jacobo Díaz, Enrique Lojo e Alberto Guntín | 27 d'octubre de 2019   | 71.000      | 8,1%              |
| 7          | «Antes da tormenta - 1ª parte» | Miguel Conde | Lidia Fraga, Jacobo Díaz, Enrique Lojo e Alberto Guntín | 3 de novembre de 2019  | 90.000      | 9%                |
| 8          | «Antes da tormenta - 2ª parte» | Miguel Conde | Lidia Fraga, Jacobo Díaz, Enrique Lojo e Alberto Guntín | 17 de novembre de 2019 | 75.000      | 8,2%              |
| 9          | «4:49»                         | Miguel Conde | Lidia Fraga, Jacobo Díaz, Enrique Lojo e Alberto Guntín | 24 de novembre de 2019 | 58.000      | 7,3%              |
| 10         | «Folga»                        | Miguel Conde | Lidia Fraga, Jacobo Díaz, Enrique Lojo e Alberto Guntín | 1 de desembre de 2019  | 79.000      | 10,2%             |
| 11         | «Perecedoiros»                 | Miguel Conde | Lidia Fraga, Jacobo Díaz, Enrique Lojo e Alberto Guntín | 8 de desembre de 2019  | -           | -                 |
| 12         | «O ollo do furacán»            | Miguel Conde | Lidia Fraga, Jacobo Díaz, Enrique Lojo e Alberto Guntín | 15 de desembre de 2019 | 84.000      | 10,4%             |
| 13         | «Faino por ti»                 | Miguel Conde | Lidia Fraga, Jacobo Díaz, Enrique Lojo e Alberto Guntín | 22 de desembre de 2019 | -           | -                 |
| 14         | «A soidade do césar»           | Miguel Conde | Lidia Fraga, Jacobo Díaz, Enrique Lojo e Alberto Guntín | 29 de desembre de 2019 | 79.000      | 10,4%             |
| 15         | «Morrer por nada - 1ª parte»   | Miguel Conde | Lidia Fraga, Jacobo Díaz, Enrique Lojo e Alberto Guntín | 12 de gener de 2020    | -           | -                 |
| 16         | «Morrer por nada - 2ª parte»   | Miguel Conde | Lidia Fraga, Jacobo Díaz, Enrique Lojo e Alberto Guntín | 19 de gener de 2020    | 68.000      | 8,1%              |
| 17         | «O prezo a pagar»              | Miguel Conde | Lidia Fraga, Jacobo Díaz, Enrique Lojo e Alberto Guntín | 26 de gener de 2020    | 61.000      | 6,8%              |